# 横田喜三郎
横田 喜三郎（よこた きさぶろう、1896年（明治29年）8月6日 - 1993年（平成5年）2月17日）は、日本の法学者、裁判官。専門は国際法。学位は、法学博士（東京帝国大学・1949年）（学位論文「国際裁判の本質」）。東京大学名誉教授。第3代最高裁判所長官。栄典は従二位・勲一等・文化勲章・文化功労者・紺綬褒章・江南市名誉市民など。

## 人物
かつてはマルクス主義の読書会（ベルリン社会科学研究会）に参加するなど親社会主義的な法学者として知られ、軍部に睨まれたこともあった。1931年（昭和6年）の満州事変に際し、自衛権範囲の逸脱だと軍部を批判した。1930年から1931年にかけて、『国家学会雑誌』上でケルゼンの純粋法学をめぐり、擁護する立場から美濃部達吉と論争を行う。
極東国際軍事裁判（東京裁判）の法的な不備を認めながらも、裁判自体については肯定的評価を与え、「国際法の革命」と論文で述べた。なお、東京裁判では裁判の翻訳責任者を務めた。その後、東京大学法学部長、日本学士院会員などの地位にあって日本の国際法学界をリードし、日本の国際法研究から戦時法研究を排除した。
1949年（昭和24年）の著書『天皇制』などにおいて、積極的な天皇制否定論を提唱した。
1960年に最高裁長官に就任。長官就任にあたっては「法廷の秩序維持と裁判の促進」を強調した。田中前長官時代に浮上した最高裁機構改革案（1957年に最高裁機構改革法案は国会に提出されるも廃案）には否定的で、「そもそも改革問題が起きるのは事件処理が遅れるからで、早く処理すれば問題は自然消滅する」と考え、早期処理に熱心だった最高裁裁判官にも処理促進を働きかけ、最高裁調査官にも準備調査を促進させて事件処理を早めるようにし、評議でも議論の整理や重複発言には注意を促すなどを心がけた。これが効果を生み、横田退官時には大法廷継続事件は22件と60%減となり、小法廷継続事件も2971件と60%減となった。また最高裁判事人事にも目配りし、最高裁の意向を尊重するように内閣に求めるなどもした。1962年11月28日には最高裁大法廷の裁判長として、第三者所有物没収事件で被疑者以外の第三者の所有物について告知・聴聞の機会を与えることなく、当該物件を没収することができる関税法の規定について憲法第29条及び第31条に違反するとした違憲判決を出した。
晩年、最高裁長官など政府高官に就任すると、過去の天皇制否定論を自身の地位の都合の悪いものとして隠蔽するようになる。特に、東京中の古本屋を回って著書『天皇制』を買い集め、自分のかつての天皇否定論の痕跡を消そうとしたのは有名な話である。

## 略歴
- 1896年 愛知県の呉服商兼農家の三男として生まれる。高等小学校卒業後、家の仕事をしながら独学で勉強し、1912年4月、名古屋中学校2年に編入。
- 第八高等学校を経て、東京帝国大学法学部政治学科入学。1922年3月、同学部法律学科卒業。同法学部助手（国際法の立作太郎が指導教官）
- 1924年4月 東京帝国大学助教授。
- 1930年3月 東京帝国大学教授。ロンドン海軍軍縮会議の日本政府代表団随員として若槻禮次郎首席全権を補佐。
- 1945年9月 法学博士、学位論文「国際裁判の本質」。
- 1948年12月13日 東京大学法学部長（1951年4月1日まで）。
- 1949年10月 日本学士院会員
- 1957年
  - 3月 東京大学教授を退官。国連国際法委員会委員に就任（1961年まで）。
  - 5月 東京大学名誉教授の称号を受ける。
- 1958年8月1日 日本ユネスコ国内委員会委員。
- 1959年10月1日 日本ユネスコ国内委員会副会長。
- 1960年10月25日 第3代最高裁判所長官に就任。
- 1961年 国連国際法委員会委員退任。
- 1966年8月5日 最高裁判所長官を定年退官。
- 1966年11月3日 勲一等旭日大綬章受章。
- 1975年11月3日 文化功労者となる。
- 1977年4月29日 勲一等旭日桐花大綬章受章。
- 1978年、日本棋院から大倉賞を受賞。
- 1981年11月3日 文化勲章受章。
- 1983年12月24日 紺綬褒章及び賞杯を受賞（のち飾版2回）。
- 1990年10月22日 国際科学技術財団会長
- 1993年 逝去。叙・従二位、賜・銀杯一組。墓所は文京区護国寺。

## 著書
- 『国際法講義』 第1-2巻 有斐閣 1932-1933
- 『国際判例研究 第1』 有斐閣 1933
- 『国際法』 岩波全書 1933
- 『国際法』 有斐閣 1933
- 『国際裁判の本質』 岩波書店 1941
- 『国際法の法的性質』 岩波書店 1944（国際法論文叢書）
- 『海洋の自由』 岩波書店 1944（国際法学叢書）
- 『国際聯合 研究と解説』 政治教育協会 1946（国民大学文庫）
- 『戦争の放棄』 国立書院 1947（新憲法大系）
- 『国際聯合の研究』 銀座出版社 1947
- 『世界国家の問題』 同友社 1948
- 『世界平和への道』 三省堂出版 1949（社会科文庫）
- 『戦争犯罪論 有斐閣』 1949（法学選書）
- 『天皇制 労働文化社』 1949、復刻・ミュージアム図書 1997
- 『世界の進路』 実業教科書 1949（社会科学新書）
- 『国際法の基礎理論』 有斐閣 1949
- 『安全保障の問題』 勁草書房 1949（法学叢書）
- 『日本の講和問題』 勁草書房 1950
- 『朝鮮問題と日本の将来』 勁草書房 1950
- 『国際連合』有斐閣 1950
- 『民主主義の広い理解のために』 河出書房市民文庫 1951
- 『自衛権』 有斐閣 1951
- 『パリの奇跡』 勁草書房 1952（随筆選集）
- 『国際法』 勁草書房 1953（「法学」叢書）
- 『国際法学』 有斐閣 1955
- 『世界平和への道』 三省堂出版 1956（三省堂百科シリーズ）
- 『純粋法学』 勁草書房 1957（法学選集）
- 『外交関係の国際』 有斐閣 1963
- 『裁判の話』 講談社現代新書 1967
- 『違憲審査』 有斐閣 1968
- 『国際判例研究 第2』 有斐閣 1970
- 『領事関係の国際法』 有斐閣 1974
- 『純粋法学論集』 1-2 有斐閣 1976-1977
- 『国際法論集』 1-2 有斐閣 1976-1978
- 『国境のない旅』 読売新聞社 1976
- 『私の一生』 東京新聞 1976
- 『書かれた法律と生きた法律 法律と共に六〇年』 東京書籍 1979
- 『組合の自由 その国際的規準と日本』 有斐閣 1979
- 『国際判例研究 3』 有斐閣 1981
- 『法律は弱者のために』 小学館 1981
- 『法律つれづれ草』 小学館 1984
- 『余生の余生』 有斐閣 1987
- 『世界と共に歩む』 読売新聞社 1991
- 『日本平和論大系11 横田喜三郎』 日本図書センター 1994

## 共編著
- 『岩波法律学小辞典』 我妻栄、宮沢俊義共編 岩波書店 1937
- 『国際条約集』 神川彦松共編 岩波書店 1942
- 『聯合国の日本管理 その機構と政策』 大雅堂 1947
- 『法学』 宮沢俊義共編 勁草書房 1950
- 『国際連合と日本』 尾高朝雄共著 有斐閣 1956
- 『海の国際法』 小田滋共著 有斐閣 1959
- 『国際法』 田畑茂二郎、田岡良一共著 有斐閣 1957-1959
- 『国際法』 青林書院 1960（新法律学演習講座）
- 『国際条約集』 高野雄一共編 有斐閣 1950年から1992年まで毎年新版

## 翻訳
- 『純粋法学』 ハンス・ケルゼン 岩波書店 1935
- 『戦争犯罪の法理 ニュールンベルグ裁判と侵略戦争』 シェルドン・グリュック 逍遥書院 1948

- 『現代国際法の課題 横田先生還暦祝賀』 高野雄一ほか編 有斐閣 1958
- 『国際関係法の課題 横田先生鳩寿祝賀』 高野雄一編 有斐閣 1988